# Glaphyropteridopsis splendens
Glaphyropteridopsis splendens là một loài thực vật có mạch trong họ Thelypteridaceae. Loài này được Ching mô tả khoa học đầu tiên năm 1963.